# Krajná Porúbka
Krajná Porúbka (in ungherese Végortovány) è un comune della Slovacchia facente parte del distretto di Svidník, nella regione di Prešov.